# Thomas Kranig
Thomas Kranig (* 1954 in München) ist ein deutscher Jurist und war von 2011 bis zum 31. Januar 2020 Präsident des Bayerischen Landesamtes für Datenschutzaufsicht.

## Leben und Wirken
Nach dem Studium der Rechtswissenschaft in München und Würzburg und der Referendarzeit in München begann er im Jahr 1981 bei der Autobahndirektion Südbayern in München seine berufliche Tätigkeit als Verwaltungsjurist in den Diensten des Freistaats Bayern. Von 1985 bis 1992 arbeitete er als juristischer Staatsbeamter am Landratsamt Aschaffenburg und leitete dort zunächst bis 1988 die Abteilung  „Öffentliche Sicherheit und Ordnung“ und anschließend die Bauabteilung.
Von 1992 bis 1995 war er als Geschäftsführer einer Gesellschaft im Medienbereich in der Privatwirtschaft tätig. Von 1995 bis 1997 war Thomas Kranig als Referent im Sachgebiet Straßenrecht für Planfeststellungen zuständig.
Im Jahr 1997 wurde er zum Richter am Verwaltungsgericht Ansbach berufen, war dort für die Dauer von sieben Jahren Pressesprecher des Gerichts und blieb dort bis zum Jahr 2010. Während dieser Zeit absolvierte er ein Studium an der rechtswissenschaftlichen Fakultät der FernUniversität Hagen und schloss diese Ausbildung mit dem Master of Mediation ab. Nach Abschluss des Studiums war Thomas Kranig beim Verwaltungsgericht Ansbach zusätzlich als Gerichtsmediator tätig.
Im Jahr 2011 wurde Thomas Kranig zum ersten Präsidenten des Bayerischen Landesamtes für Datenschutzaufsicht ernannt. Auf Beschluss der Bayerischen Staatsregierung wurde Kranig am 26. Juli 2016 für eine weitere Amtszeit mit der Leitung dieses Bayerischen Landesamtes betraut. Seine zweite Amtsperiode begann am 3. August 2016 und endete wegen des Erreichens der Altersgrenze Kranigs am 31. Januar 2020. Kranigs Nachfolger als Präsident des Bayerischen Landesamtes für Datenschutzaufsicht ist seit dem 1. Februar 2020 Michael Will.
Im Jahr 2018 hat Thomas Kranig als Präsident des Bayerischen Landesamtes für Datenschutzaufsicht den GDD-Datenschutzpreis für die „Verständlichmachung des neuen Rechts“ aus Datenschutz-Grundverordnung und neuem Bundesdatenschutzgesetz durch seine Behörde erhalten.